# کفشک مکزیکی
کفشک مکزیکی (نام علمی: Paralichthys lethostigma) نام یک گونه از تیره کفشک‌ماهیان دندان‌بزرگ است.